# Bettina Fábián
Bettina Fábián (Szeged, 13 de diciembre de 2004) es una deportista húngara que compite en natación, en la modalidad de aguas abiertas.
Ganó cuatro medallas en el Campeonato Mundial de Natación entre los años 2023 y 2025, y cuatro medallas en el Campeonato Europeo de Natación, en los años 2024 y 2025.
Participó en los Juegos Olímpicos de París 2024, ocupando el quinto lugar en la prueba de 10 km.

## Palmarés internacional
| Campeonato Mundial | Campeonato Mundial   | Campeonato Mundial | Campeonato Mundial |
| Año                | Lugar                | Medalla            | Prueba             |
| ------------------ | -------------------- | ------------------ | ------------------ |
| 2023               | Fukuoka (Japón)      | Medalla de plata   | Equipo mixto       |
| 2024               | Doha (Catar)         | Medalla de bronce  | Equipo mixto       |
| 2025               | Singapur (Singapur)  | Medalla de bronce  | 3 km eliminación   |
| 2025               | Singapur (Singapur)  | Medalla de bronce  | Equipo mixto       |
| Campeonato Europeo |                      |                    |                    |
| Año                | Lugar                | Medalla            | Prueba             |
| 2024               | Belgrado (Serbia)    | Medalla de oro     | Equipo mixto       |
| 2024               | Belgrado (Serbia)    | Medalla de bronce  | 5 km               |
| 2025               | Stari Grad (Croacia) | Medalla de oro     | 3 km eliminación   |
| 2025               | Stari Grad (Croacia) | Medalla de oro     | Equipo mixto       |